# Dmitri Kozak
Dmitri Nikolaevici Kozak (rusă Дмитрий Николаевич Кóзак, n. 7 noiembrie 1958, Bandurove, Raionul Haivoron, RSS Ucraineană, URSS) este un om politic rus. Un cunoscut apropiat de-al lui Vladimir Putin, el a fost viceprim-ministru al Federației Ruse în perioada 2008-2020. 
Kozak este cunoscut în România și Republica Moldova pentru elaborarea planului ce-i poartă numele, care ar fi urmat să concluzioneze Conflictul din Transnistria prin federalizarea Moldovei, planul fiind respins de președintele (de atunci) Vladimir Voronin, în urma protestelor din 2002 (pentru mai multe detalii, vezi Memorandumul Kozak).